# فيليس تشان
فيليس تشان (بالإنجليزية: Phyllis Chan) (و. 1991  م) هي لاعبة كرة الريشة كندية، ولدت في هونغ كونغ، شاركت في 2015 Bulgarian International Badminton Championships – women's doubles ‏، وبطولة بيرو الدولية لكرة الريشة 2010 – زوجي مختلط، وبطولة بيرو الدولية لكرة الريشة 2011 – زوجي مختلط، وبطولة بيرو الدولية لكرة الريشة 2010 – فردي سيدات، و2015 Polish Open Badminton Championships – women's doubles ‏، و2012 Pan American Badminton Championships – women's doubles ‏، ودورة ألعاب الكومنولث 2014.

## روابط خارجية
- فيليس تشان على موقع BWF.tournamentsoftware.com (الإنجليزية)
- فيليس تشان على موقع BWFbadminton.com (الإنجليزية)
- فيليس تشان على موقع اللجنة الأولمبية الكندية (الإنجليزية)
- فيليس تشان على موقع اتحاد ألعاب الكومنولث (مؤرشف) (الإنجليزية)